# William Gemmell Cochran
William Gemmell Cochran (ur. 15 lipca 1909 w Rutherglen, zm. 29 marca 1980 w Orleans) – amerykański statystyk szkockiego pochodzenia, profesor Uniwersytetu Harvarda. Autor twierdzenia Cochrana, współautor testu Cochrana–Mantela–Haenszela i testu dla trendu Cochrana-Armitage'a. Od jego nazwiska pochodzi nazwa testu Q Cochrana oraz testu C Cochrana.
W latach trzydziestych Cochran pracował w Stacji Eksperymentalnej Rothamsted, gdzie współpracował Frankiem Yatesem (który był w owym czasie jego przełożonym) oraz z Ronaldem Fisherem, który co prawda nie był już tam zatrudniony, ale był na stacji częstym gościem.

## Ważniejsze prace
- Experimental Design (1950, wspólnie z Gertrude Mary Cox)